# 太田剣
太田 剣（おおた けん、1970年6月15日 - ）は、日本のジャズサクソフォーン奏者、作曲家。

## 経歴
愛知県渥美郡渥美町(現・田原市)出身。早稲田実業学校高等部、早稲田大学第一文学部ロシア文学専修卒業。サクソフォーンはクラシックを雲井雅人、ジャズを池田篤、ケニー・ギャレット、ビンセント・ハーリングらに師事。大坂昌彦、TOKU、小沼ようすけ、日野賢二、小林陽一、Tommy Campbellらのバンドに参加した。2003年～2005年、クラリオンのTV-CMへの出演・音楽提供。
2006年、ユニバーサルミュージックより『SWINGROOVE』でメジャー・デビュー。ヴァーヴ・レコードよりCDをリリースしたサクソフォーン奏者は、渡辺貞夫に続いて日本人では2人目。自己のバンドでの活動の他、東京スカパラダイスオーケストラのNARGO、北原雅彦とフロントを務める“SFKUaNK!!”、SOIL&"PIMP"SESSIONSの丈青、みどりんも参加する“Super☆stars”、大槻KALTA英宣の“Vertical-Engine”など多くのバンドに参加。2010年〜2012年には“5Cats”（太田剣・鈴木央紹・ハクエイキム・日野JINO賢二・大槻KALTA英宣）でのツアーやジャズフェスティバルに出演。矢沢永吉、中村あゆみ、畠山美由紀らロック・ポップスシンガーのライブ、塚越慎子（マリンバ）、山田由希子（パイプオルガン）らクラシック奏者とのコンサートなど、ジャズ以外のアーティストとの共演も多い。2018年より秋田慎治、土井孝幸との3ピースユニット“k.a.t.”（ケイ・エイ・ティー）での活動を開始し、2作品をリリース。2007年〜2019年にJazzlife誌に隔月連載した「Jazz Sax Heroes」では72名のジャズサックス奏者の人生や演奏スタイルについての考察を執筆した。ジャズ2013年より愛知県田原市の「渥美半島ふるさと大使」に就任。新設された伊良湖岬小学校の校歌を作詞・作曲している。

## 主な作品
- SWINGROOVE／太田剣（2006年）
- Organic Bop‼︎／太田剣・河合代介・大槻“KALTA”英宣（2019年）
- SONGS FROM THE HEART／太田剣 WITH 和泉宏隆（2021年）
- Our Tomorrow／k.a.t.（2021年）
- TETE-A-TETE／太田剣 & 松本圭司（2022年）
- glare grey blue／k.a.t.（2024年）
- TETE-A-TETE Ⅱ／太田剣 & 松本圭司（2025年）

## 出演TV-CM
- クラリオン（2003〜2005年）
- Audi（2006年）
- 渥美半島観光協会（2021年）